# 加莫内斯
加莫内斯，是西班牙卡斯蒂利亚-莱昂萨莫拉省的一个市镇。 总面积14平方公里，总人口94人（2001年），人口密度7人/平方公里。